# Saint-Michel (Pirineos Atlánticos)
 Saint-Michel  (en euskera Eiheralarre) es una población y comuna francesa, en la región de Aquitania, departamento de Pirineos Atlánticos, en el distrito de Bayona y cantón de Montaña Vasca.

## Heráldica
Cuartelado: 1.º, en campo de oro, dos cruces de Roncesvalles, afrontados, de sinople, puestos en palo y en faja; 2.º, en campo de sinople, una oveja de su color natural, cornada de oro; 3.º, en campo de sinople, un muro de fachada navarra, de plata, mazonada de sable, con ventana de plata, y puerta de su color natural, y 4.º, en campo de oro, un águila volante, de sable.

## Demografía
| Gráfica de evolución demográfica de Saint-Michel (Pirineos Atlánticos) entre 1800 y 2012 |
|                                                                                          |

Fuentes: Ldh/EHESS/Cassini e INSEE.